# Monte Sinai (Manaus)
Monte Sinai é um loteamento dentro do bairro Cidade Nova, na Zona Norte de Manaus. Com mais de 20 anos de criação, o loteamento, que antes chamado de Loteamento Nova Esperança, teve seu auge de desenvolvimento, tanto economico como social, nos anos 2000 - dados não oficiais; Periodo no qual grandes empresas de construções e lojas de eletro e móveis chegaram ao local. O Monte Sinai sempre acolhe quem vem de outros lugares e a cada ano se torna maior no quesito população.
Na educação, conta com escolas particulares e públicas. Com grande quantidade de restaurantes caseiros, lan houses, feiras e mercados ele se tornou um centro de compras na área. Com uma vista ampla em certos pontos, em algumas áreas é ventilado. E devido suas ladeiras na maior parte, o Monte Sinai não sofre com alagações constantes.
Sem dados confirmados, não pode ser considerado violento, comparado a outros locais de maior área.
Mesmo distante do Centro da Cidade de Manaus, o Monte Sinai está localizado em uma boa região, Fazendo Fronteira com Vale do Sinai, Colônia Santo Antônio a Oeste, Conjunto Manôa e adjacências ao Norte, e Conjunto Mundo Novo ao Sul.

## Dados do Bairro
- População: 19.966 moradores